# Coltura pura
Per coltura pura o axenica si intende una popolazione di organismi che derivano da un unico organismo vivente iniziale. La coltura pura è di notevole importanza nell'ambito della microbiologia, in quanto permette di isolare un singolo ceppo microbico da una miscela contenente microrganismi di specie diverse o della stessa specie ma di ceppi differenti. La popolazione (o colonia) cellulare a cui si è interessati e che è stata isolata può essere analizzata e può essere identificato e studiato l'organismo di cui è composta.

## Storia
I primi studi sui microrganismi furono condotti utilizzando brodi ed estratti di carni e altre sostanze ricche di nutrienti. In ogni casi si ottenevano sempre colture in cui non era possibile distinguere o separare i vari microrganismi presenti. Lo scopo di queste prime ricerche fu di trovare un terreno di coltura stabile su cui disporre e far crescere il campione batterico. 
Intorno al 1880 Robert Koch e assistenti cercando di isolare un particolare batterio, utilizzarono come substrato di crescita delle fette di patate precedentemente sterilizzate, ma con scarsi risultati. Il successivo tentativo fu fatto piastrando il campione batterico su uno strato di nutriente liquido misto a gelatina. I batteri crescevano in modo soddisfacente ma la gelatina aveva il difetto di sciogliersi a temperature alte e di essere degradata da alcuni batteri. L'aneddoto narra che la soluzione al problema giunse dalla signora Fanni Hesse, moglie di uno degli assistenti di Koch, che propose come alternativa alla gelatina l'agar agar, sostanza che usava nella preparazione di budini e marmellate; le stesse che spesso portava come dessert nel laboratorio dove lavoravano Koch e il marito. 
Nel 1883 Koch utilizzò per la prima volta un terreno contenente l'agar: questo resisteva a temperature più alte e non era digerito dai batteri; la coltura a base di agar è da allora quella più utilizzata e quella più idonea per ottenere colture pure.
A partire da quell'anno, La diffusione della coltura pura permise l'identificazione di un numero incredibile di microrganismi, facendo esplodere il cosiddetto trentennio d'oro della microbiologia. Inoltre la coltura pura, insieme alla formulazione dei postulati di Koch, portò allo sviluppo della moderna epidemiologia.

## Tecniche per ottenere colture pure

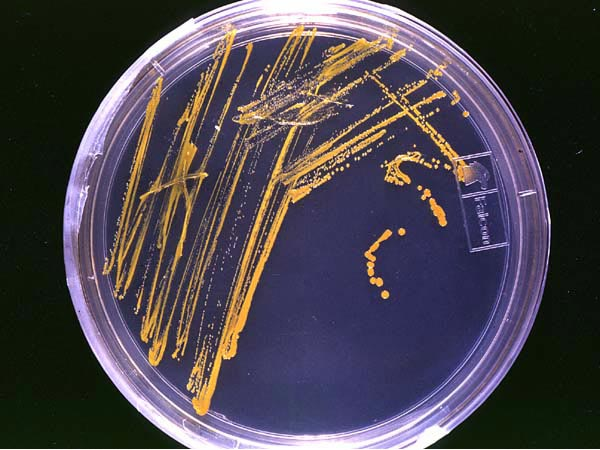
Una capsula con terreno solido con colonie batteriche

Il passo preliminare per ottenere una coltura pura è quello di disporre la miscela microbica in terreno di coltura in modo da disporre singole cellule distanziate le une dalle altre. In questo modo dopo il periodo di incubazione si ottengono colonie distinte, ognuna delle quali proveniente da una singola cellula ancestrale (dunque tutte le cellule originate in una colonia, in generale, risultano geneticamente identiche alla cellula madre). Di queste colonie si preleva quella di interesse e si trasporta su un altro terreno sterile; da questo, dopo il solito periodo di incubazione, si ottiene, infine, la coltura pura (o "isolato"), composta solamente da cellule di un particolare ceppo.